# Лапонија (покрајина)
Лапонија (швед. Lappland) је једна од шведских покрајина. Има 94.350 становника (подаци из 2009). Налази се на северу Шведске и део је шире историјске области Лапонија, настањене Лапонцима. С обзиром да традиционалне шведске покрајине немају административно-политичку улогу, шведска Лапонија је административно подељена између округа Вестерботен и Нурботен. Лапонски језик има званичан статус у четири општине у покрајини. Највећи град у шведској Лапонији је Кируна са 18.154 становника.